# Christopher Poole

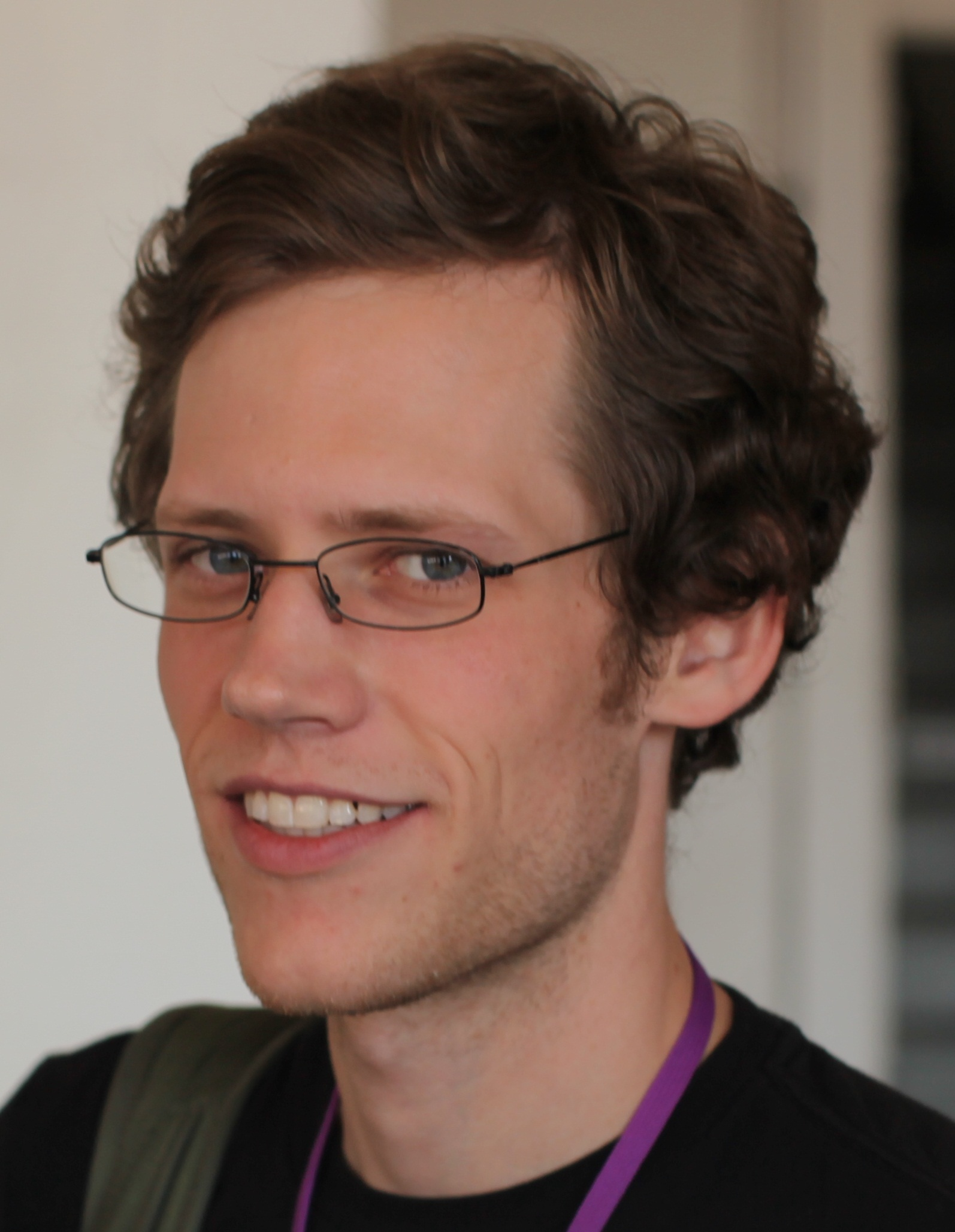
Christopher Poole, 2012

Christopher Poole (* 1988 in New York City) ist ein US-amerikanischer Programmierer und Unternehmer. Im Jahr 2003 gründete er, damals noch pseudonym, mit 4chan eine der seitdem meistbesuchten Seiten des Internets. Im Jahr 2015 trat er als Administrator der Seite zurück und verkaufte diese noch im selben Jahr an Hiroyuki Nishimura. Von 2016 bis 2021 war er Mitarbeiter bei Google.